# ジョンベル憲兵分隊事件
ジョンベル憲兵分隊事件（ジョンベルけんぺいぶんたいじけん）は、1942年4月から1945年9月の間に、ジャワ島のジョンベル、ボトウオンおよびバニュワンギで、日本軍の憲兵隊員が、被検挙者の拷問・虐待とそれによる致死、オランダ人女性への慰安所での売春の強制などの戦争犯罪を犯したとして、1948年にオランダ軍バタビア法廷で裁かれた事件。

## 戦犯裁判

### 起訴
1948年5月29日に、オランダ軍バタビア法廷で、
- 1942年4月から1945年9月までの間に、ジャワ島のジョンベル（インドネシア語版）、ボトウオン（インドネシア語版）およびバニュワンギ（インドネシア語版）の憲兵分隊ないし分遣隊の隊員だった17人が起訴された[2]。

起訴内容は、
- 1942年4月以降、1945年9月までの間に、検挙した男女の尋問に際して、拷問を行い、故意に飢えさせたり、拘禁室や狭い部室に数日間満員の状態で押し込めたりして、多数の被拘禁者を死に至らしめ、身心に多大の苦痛を与えたこと、
- 和田郁重[3]憲兵大尉について、オランダ国籍の女性を強制して慰安所に監禁し売春させたこと、
- 小高寛・元憲兵軍曹[4]ほか1名[5]について、1945年8月24日に、非合法に2名を殺害したこと[6]。

### 判決
1948年9月11日に、和田憲兵大尉・今野勝弥憲兵中尉以下6名に死刑、9人に5-20年の有期刑、2人に無罪の判決が下された。なお和田と今野は1943年8月15日から同年12月末までバンドン憲兵分隊に所属し、この間にも検挙者への拷問・虐待およびこれによる致死があったとして同日付でそれぞれ禁固6年・10年の判決を受けた。

### 脱走と処刑
1948年10月26日に、死刑判決を受けた和田、今野および小高が脱獄して逃亡したが発見されて未遂に終り、その際に和田は射殺された。
1949年1月20日に残る5人の死刑が執行された。